# Carl Chop
Carl Chop, auch Karl Chop, (* 2. März 1825 in Sondershausen; † 31. Dezember 1882 ebenda) war ein Rechtsanwalt, Schriftsteller und Paläontologe im Fürstentum Schwarzburg-Sondershausen.

## Leben
Carl Chop war der älteste Sohn von Friedrich Chop, dem Chef der Märzregierung von Schwarzburg-Sondershausen. Er verlobte sich 1852 mit Lina Elisabeth Hoffmann, Tochter des Kammermusikus Johann Ernst Hoffmann in Sondershausen; die Heirat war im April 1854.
Chop studierte 1845 bis 1848 Jura in Leipzig. Ab Juni 1850 war er Rechtsanwalt in Sondershausen, im September 1872 wurde er dort auch als Notar verpflichtet. Im Februar 1853 wurde er in den Naturwissenschaftlichen Verein für Sachsen und Thüringen in Halle aufgenommen; er sammelte Fossilien und publizierte darüber. Er betrieb literaturgeschichtliche und philosophische Studien, schrieb Romane und veröffentlichte in der Gartenlaube und im Thüringer Hausfreund. Unter dem Pseudonym Kappa Chi beteiligte er sich 1851 an den Auseinandersetzungen um die Wahl des politischen Gegners seines Vaters, Albert von Holleuffer.
Zusammen mit Thilo Irmisch und anderen gründete Chop im Januar 1863 einen Naturwissenschaftlichen Verein, in dem sich wissenschaftsinteressierte Sondershäuser Bürger wöchentlich zu freiem Gedankenaustausch trafen. Im selben Jahr (1863) wurde er zum ordentlichen Mitglied im Fürstlichen Alterthumsverein in Sondershausen ernannt.
Ab Oktober 1860 gab es im Fürstentum meteorologische Stationen. Chop hatte die Leitung der Sondershäuser Station bis zu seinem Lebensende.
Chop war Ehrenmitglied des Vereins zur Beförderung der Landwirthschaft in Sondershausen. Heinrich von Eck benannte ihm zu Ehren den Seestern Pleuraster chopi (1872) aus dem Unteren Muschelkalk von Sondershausen.

## Werke (Auswahl)

### Wissenschaftliche Arbeiten
- Ueber Trigonia cardissoides und Nucula Goldfussi im Sondershäuser Muschelkalk. In: Zeitschrift für die Gesammten Naturwissenschaften. Band  7, 1856, S. 392–395.
- Neue Mittheilungen über die Zähne und Fischreste aus dem Schlotheimer Keuper. In: Zeitschrift für die Gesammten Naturwissenschaften. Band 9, 1857, S. 127–132, Tafel IV.
- Mittheilungen über den Sondershäuser Muschelkalk. In: Zeitschrift für die Gesammten Naturwissenschaften. Band 16, 1860, S. 48–52.

### Unterhaltende Schriften
Chops Beiträge zur Gartenlaube sind bei Wikisource zusammengestellt.
- Poesie und Verbrechen. Eine Glosse in Prosa. Leipzig 1854. Digitalisat.
- Unterwegs. Aus den Aufzeichnungen eines Polizeibeamten. In: Unterhaltungs-Blatt der Neuesten Nachrichten Nr. 47 vom 11. Juni 1871 bis Nr. 54 vom 6. Juli, S. 553‒556 bis 637‒641. (Nachdruck aus Das Neue Blatt, Leipzig.)
- Professor Schmidtchenʼs Abenteuer. Humoreske. In: Reiselectüre. Sorgenlose Stunden im Kreise beliebter Erzähler, Band 26. Kröner, Stuttgart 1875.[13]
- Mein Vetter, der Graf. Eine Stadt- und Hofgeschichte. (Reiselectüre. Sorgenlose Stunden im Kreise beliebter Erzähler, Band 58.) Kröner, Stuttgart 1876.[14]
- Verdächtige Flecken. Kriminal-Novelle. In: Unterhaltungsbeilage der „Leitmeritzer Zeitung“ Nr. 228 vom 27. März 1878 bis Nr. 237 vom 1. Mai, S. 909‒912 bis 945‒947.
- Ein Racheakt. Berlin [1905].[15]